# Jaume Miranda i Canals
Jaume Miranda i Canals (Barcelona, 1950) és un enginyer industrial i cartògraf català. Va ser el director general de l'Institut Cartogràfic de Catalunya (ICC) del 1982 fins al 2014, any en què es creà l'Institut Cartogràfic i Geològic de Catalunya, del qual ha estat el director general fins al febrer de 2017.
Des del Centre de Càlcul de la Universitat Politècnica de Barcelona (1972-1979) actual UPC, es van portar a terme treballs preliminars importants per a l'establiment de la cartografia de Catalunya, i també d'altres territoris, amb l'objectiu d'anar establint un programa d'actuació que va ser la base per a la posterior creació de l'Institut Cartogràfic de Catalunya (ICC) per part de la Generalitat de Catalunya, en quedar restablerta definitivament l'any 1979. Els treballs previs a la creació de l'ICC van ser encomanats al Centre de Càlcul de la UPB, i en concret a la seva persona com a Cap del Servei Cartogràfic del Departament de Política Territorial i Obres Públiques – actualment Departament de Territori i Sostenibilitat - que va anar fixant un programa de treball, uns equips humans i uns equips científics i tècnics adequats a les necessitats actuals.
Miranda va participar molt activament en la concepció, creació i posada en marxa de l'ICC, així com en la creació de la política d'informació geogràfica de Catalunya. L'any 1982 fou nomenat director general de l'incipient Institut Cartogràfic de Catalunya, creat per la Llei 11/1982, de 8 d'octubre, reprenent la tasca iniciada pels serveis geogràfics de la Mancomunitat i de la Generalitat republicana. L'1 de febrer de 2014 es creà l'Institut Cartogràfic i Geològic de Catalunya que assumeix les competències i funcions de l'Institut Cartogràfic de Catalunya i de l'Institut Geològic de Catalunya, mitjançant la Llei 2/2014, de 27 de gener Arxivat 2017-09-27 a Wayback Machine., de mesures fiscals, administratives, financeres i del sector públic, essent el director fins al febrer del 2017.
El 2013 fou nomenat Doctor honoris causa per la Universitat de Lleida.

## Reconeixements i premis
- - Vicepresident per elecció de l'Associació Cartogràfica Internacional ACI-ICA (1991-1999).
- - Medalla d'or de l'ACI. Conferència i Assemblea ACI-ICA a Barcelona (1995).
- - Medalla al Mèrit Aeronàutic. Ministerio de Defensa (1998).
- - Membre per nomenament del "Consejo Superior Geogràfico de España" (1990-2017).
- - Placa Narcís Monturiol al mèrit científic i tecnològic (col·lectiva) (2003).
- - Doctor Honoris causa per la Universitat de Lleida (2013).
- - Medalla d'argent de la Cambra de Comerç, Indústria i Navegació de Barcelona (2013).
- - Membre numerari de l'Institut d'Estudis Catalans. IEC (2014).
- - Creu de Sant Jordi (2017).
- - Membre emèrit de l'IEC (2017-actualitat).

## Obres recents
- La geoinformació a Catalunya: una perspectiva històrica Situacions i reflexions Discurs de presentació de Jaume Miranda i Canals com a membre numerari de la Secció de Ciències i Tecnologia, llegit el dia 28 d'abril de 2015.
- Intervencions i lliçons pronunciades en l'acte d'investidura com a doctor Honoris Causa de la Universitat de Lleida, el 23 de maig de 2013. Presència de Catalunya en els orígens de la cartografia i la geografia.